# Indopadilla namkarensis
Espèce
Indopadilla namkarensis est une espèce d'araignées aranéomorphes de la famille des Salticidae.

## Distribution
Cette espèce est endémique de la province de Đắk Lắk au Viêt Nam,. Elle se rencontre dans le district de Lắk vers Buôn Tría.

## Description
Le mâle holotype mesure 5,73 mm et la femelle paratype 6,62 mm.

## Systématique et taxinomie
Cette espèce a été décrite par Hoang en 2025.

## Étymologie
Son nom d'espèce, composé de namkar et du suffixe latin -ensis, « qui vit dans, qui habite », lui a été donné en référence au lieu de sa découverte, la réserve naturelle de Nâm Kar.

## Publication originale
- Hoang, 2025 : « Description of a new species of the genus Indopadilla Caleb & Sankaran, 2019 from Vietnam (Araneae: Salticidae). » Zootaxa, no 5637(1), p. 190-194.